# Simmondsiella flaviptera
Simmondsiella flaviptera är en stekelart som beskrevs av John S. Noyes 1980. Simmondsiella flaviptera ingår i släktet Simmondsiella och familjen sköldlussteklar. Inga underarter finns listade i Catalogue of Life.